# Lijst van voetbalinterlands Curaçao - Panama
Deze lijst van voetbalinterlands is een overzicht van alle officiële voetbalwedstrijden tussen de nationale teams van Curaçao en Panama. De landen speelden tot op heden drie keer tegen elkaar. De eerste ontmoeting, een kwalificatiewedstrijd voor het Wereldkampioenschap voetbal 2022, werd gespeeld in Panama-Stad op 12 juni 2021. Het laatste duel, een wedstrijd tijdens de CONCACAF Nations League 2023/24, vond plaats op 13 oktober 2023 in Willemstad.

## Wedstrijden
| № | Plaats      | Datum           | Competitie                      | Wedstrijd        | Uitslag |
| - | ----------- | --------------- | ------------------------------- | ---------------- | ------- |
| 1 | Panama-Stad | 12 juni 2021    | WK 2022 kwalificatie            | Panama – Curaçao | 2 – 1   |
| 2 | Willemstad  | 15 juni 2021    | WK 2022 kwalificatie            | Curaçao − Panama | 0 − 0   |
| 3 | Willemstad  | 13 oktober 2023 | CONCACAF Nations League 2023/24 | Curaçao − Panama | 1 − 2   |

## Samenvatting
| Competitie              | Totaal gespeeld | Winst Curaçao | Gelijk | Winst Panama | Doelsaldo Curaçao – Panama |
| ----------------------- | --------------- | ------------- | ------ | ------------ | -------------------------- |
| WK-kwalificatie         | 2               | 0             | 1      | 1            | 1 − 2                      |
| CONCACAF Nations League | 1               | 0             | 0      | 1            | 1 − 2                      |
| Totaal                  | 3               | 0             | 1      | 2            | 2 − 4                      |

FFK · A-internationals · Curaçaos vrouwenelftal · Olympisch elftal
2011 – 2019 ·
2020 – 2029
2011 · 
2012 · 
2013 · 
2014 · 
2015 ·
2016 ·
2017 ·
2018 ·
2019 ·
2020 ·
2021 ·
2022 ·
2023 ·
2024 ·
2025
Amerikaanse Maagdeneilanden ·
Antigua en Barbuda ·
Argentinië ·
Aruba ·
Bahrein ·
Barbados ·
Bolivia ·
Britse Maagdeneilanden ·
Canada ·
Colombia ·
Costa Rica ·
Cuba ·
Dominicaanse Republiek ·
El Salvador ·
Grenada ·
Guatemala ·
Guyana ·
Haïti ·
Honduras ·
India ·
Indonesië ·
Jamaica ·
Kazachstan ·
Mexico ·
Montserrat ·
Nieuw-Zeeland ·
Nicaragua ·
Panama ·
Puerto Rico ·
Qatar ·
Saint Kitts en Nevis ·
Saint Lucia ·
Saint Vincent en de Grenadines ·
Suriname ·
Trinidad en Tobago ·
Verenigde Staten ·
Vietnam
FEPAFUT · A-internationals · Selecties · Bondscoaches · Panamees vrouwenelftal · Panama U21 · Panama U20 · Panama U19 · Panama U18 · Panama U17
1930 – 1949 · 
1950 – 1959 · 
1960 – 1969 · 
1970 – 1979 · 
1980 – 1989 · 
1990 – 1999 · 
2000 – 2009 · 
2010 – 2019 ·
2020 – 2029
CGC 1991 · 
CGC 1993 · 
CGC 1996 · 
CGC 1998 · 
CGC 2000 · 
CGC 2002 · 
CGC 2003 · 
CGC 2005 · 
CGC 2007 · 
CGC 2009 · 
CGC 2011 · 
CGC 2013 · 
CGC 2021
WK 2018
1938 · 
1939 · 
1940 · 
1941 · 
1942 · 1943 · 1944 · 1945 · 
1946 · 
1947 · 
1948 · 
1949 · 
1950 · 
1951 · 
1952 · 
1953 · 
1954 · 
1955 · 
1956 · 
1957 · 
1958 · 
1959 · 
1960 · 
1961 · 
1962 · 
1963 · 
1964 · 
1965 · 
1966 · 
1967 · 
1968 · 
1969 · 
1970 · 
1971 · 
1972 · 
1973 · 
1974 · 
1975 · 
1976 · 
1977 · 
1978 · 
1979 · 
1980 · 
1981 · 
1982 · 
1983 · 
1984 · 
1985 · 
1986 · 
1987 · 
1988 · 
1989 · 
1990 · 
1991 · 
1992 · 
1993 · 
1994 · 
1995 · 
1996 · 
1997 · 
1998 · 
1999 · 
2000 · 
2001 · 
2002 · 
2003 · 
2004 · 
2005 · 
2006 · 
2007 · 
2008 · 
2009 · 
2010 · 
2011 · 
2012 · 
2013 · 
2014 · 
2015 · 
2016 · 
2017 ·
2018 ·
2019 ·
2020 ·
2021 ·
2022 ·
2023 ·
2024
Anguilla ·
Argentinië · 
Armenië · 
Aruba · 
Bahama's ·
Bahrein ·
Barbados ·
België · 
Belize · 
Bermuda · 
Bolivia · 
Brazilië · 
Canada · 
Chili · 
Colombia · 
Costa Rica · 
Cuba · 
Curaçao ·
Denemarken ·
Dominica · 
Dominicaanse Republiek · 
Ecuador · 
El Salvador · 
Engeland · 
Grenada · 
Guadeloupe ·
Guatemala · 
Guyana · 
Haïti · 
Honduras · 
Iran · 
Jamaica · 
Japan · 
Kameroen ·
Mexico · 
Montserrat ·
Nederlandse Antillen · 
Nicaragua · 
Noord-Ierland ·
Noorwegen ·
Paraguay · 
Peru · 
Portugal · 
Puerto Rico · 
Qatar ·
Saint Lucia · 
Saoedi-Arabië ·
Servië ·
Spanje · 
Taiwan · 
Trinidad en Tobago ·
Tunesië ·  
Uruguay ·  
Venezuela · 
Verenigde Staten ·
Wales ·
Zuid-Afrika ·
Zuid-Korea ·
Zwitserland
België (2018) ·
Engeland (2018) ·
Tunesië (2018)